# 万引き

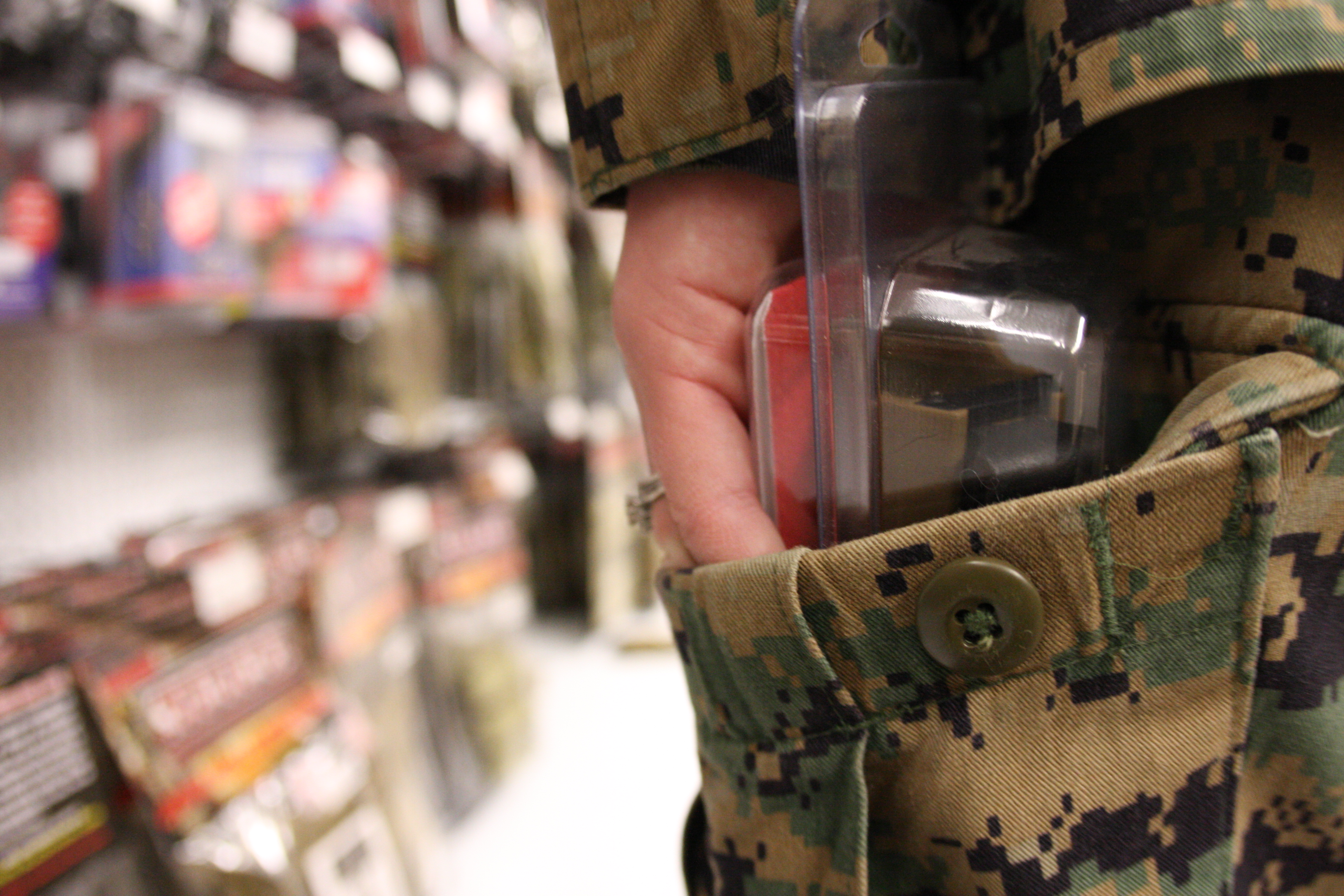
商品を密かにポケットにいれる人物

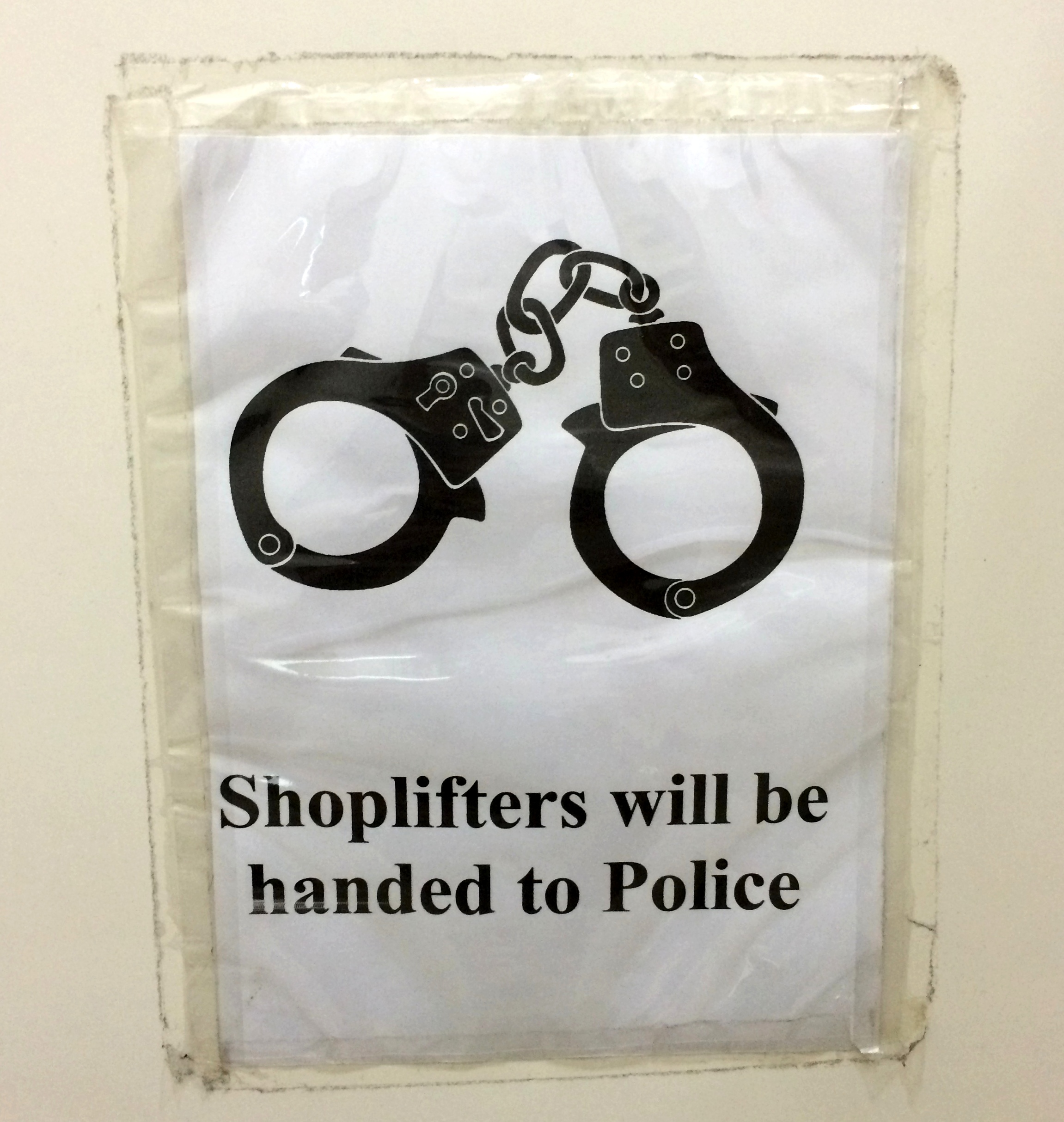
商品を盗むと窃盗罪になることを警告する張り紙

万引き（まんびき）とは、盗犯の一種。購買客を装って商業施設に入場し、手にした商品の一部もしくは全部について、金銭を支払うことなく持ち去る犯罪行為の通称である。

## 語源
江戸時代から存在する言葉である。語源の由来としては、
1. 「間引き（まびき）」が変化して、万引き（万は当て字）になったとする説[4][5][6][7]
2. 「万」は「間拍子」または「拍子まん」のことで、「チャンス」を意味するという説[8]

などがある。近世の上方語では「万買」（読み：「まんかい」、「まんがい」とも）と言った。

## 各国の被害状況
米国、カナダ、オーストラリア、ブラジル、メキシコ、南アフリカ、日本、インドを含む国際的な調査によると、概ねどの国でも似たような物品が万引きされる傾向にあり、同じようなブランドの商品が盗まれるという。しかし、それらの国々の一般的な消費習慣および嗜好等を反映した相違も存在する。

### 北米
北米（アメリカ、カナダ）では客による被害が非常に深刻であり店内の隅々まで監視できるよう監視設備が導入されていることが多い。ほとんどの小売店は万引き行為に対する警告として警察を必ず呼んで法的措置をとることを店内に告示している。
カリフォルニア州では、盗難品が950ドル以下の場合は軽犯罪に分類され、収監せずに警告や罰金で終わらせる州法（プロポジション47）が可決されてから被害が増加。この州法は、窃盗犯を重犯罪者として長期収監するよりも、軽犯罪者として再教育を受けさせる方が合理的であるとの考えで制定されたものであったが、「950ドルまでは無罪」とするデマが広がり万引きや略奪が横行。閉店する店も相次いだ。その為、2024年カリフォルニア州提案36号と同時に法の存廃が住民投票にかけられて廃止された。

### 中国
2021年に内モンゴル自治区シリンホト市のスーパーマーケットが、200万元の負債を抱えて倒産。その原因は、従業員や共同経営者が店の商品を大量に万引きしていたことにあるとの報道が行われた。

### 日本
日本全体での万引き被害の推定額は、2007年で約4615億円となることが2010年10月14日の万引防止官民合同会議の席上で発表された。
日本全国の書店の2007年度の「万引きによる損害額」は約192億円分であると推計されている。1冊の書籍が窃盗の被害に遭った場合、取次から小売（書店）への卸価格が定価の77%から80%であるため、マイナス分を取り返すだけでも同一の書籍を6、7冊以上販売しなければならない。
粗利が低い商品の場合、一つ盗まれると何十と売らないと損が取り戻せないという店舗経営者には死活問題だが、小規模店で防犯カメラの取り付けや警備員の雇用といった防犯対策に費用を掛けるのは難しい実情がある。

#### 呼称について
「万引き」という通称が犯罪のイメージを薄くしているという指摘もあり、窃盗や商品窃盗などにしている機関や表記すべきとの意見もある。

#### 罪状
刑法に“万引き”という区分は無く、法的には窃盗罪における非侵入窃盗の一種で、刑法第235条によって「10年以下の拘禁刑又は50万円以下の罰金」という刑罰が与えられる。また窃盗犯が逃亡しようとした際に他者（主に店員や警備員）に暴行・死傷させた場合は、強盗罪や強盗致死傷罪となる。
監視カメラなどの記録で確認できれば現行犯でなくとも逮捕される。また万引き犯が、窃盗した物品を取り返されることや、摘発から逃亡するためなどの目的で店員や警備員に対して暴行・脅迫を加えた場合、事後強盗罪が成立する。さらに、窃盗の際の暴行によって、人間が怪我や死亡させたりした場合は強盗致死傷罪が成立し、窃盗罪より重度な刑罰が科される。

## 様々な対策・調査
今日のスーパーマーケットやコンビニエンスストアなどでは、客の求めに応じて店員がカウンターの向こうから商品を出してくる対面販売方式でなく、商品が裸のまま陳列された棚の間を客が自由に回遊して購入したい商品を選んでいくセルフサービス方式が主流である。セルフサービス方式で広く行われる裸陳列は、商品をいかに万引きや汚損から守るかよりも、「多く見せるほど、多く売れる」の格言に沿っていかに多くの商品を客に見せるかを優先して発達したものである。
対面販売においては店員が売り込みを行うが、セルフサービスにおいては売り込みを行わないので店員の人件費の節約になる。セルフサービス方式の一般化により、商品の包装にはほとんどの場合、自分自身を売り込むようなデザインがされ、同種の他製品と比較検討できるラベルが貼られるようになったので、店員が売り込みを行わなくても客が自分自身で商品を選択できるし、そうさせたほうが客の購買心を誘い出すことができる。また、売り込みを行うと、後になって店員が奨めるから買ったのにと不平を言われることがあるが、売り込みを行わず客自身に商品の選択を行なわせれば、このような不平を言えるものではない。裸陳列には、もともと買うつもりがなかったものも目に入るためにいわゆる衝動買いを引き起こす効果もある。
今日のセルフサービス方式の売り場は人類に残るとされる狩猟採集時代の感覚をますます激しく刺激するようになっている。広い店内、豊富な品物、少ない店員により、ごく一般的な人でさえふと狩猟採集の感覚に戻り、そのまま商品を持って帰ってしまえるような錯覚にとらわれるとされる。子供たちが万引きをするのは、野山で昆虫採集や釣りなどをして狩猟採集を疑似体験することができなくなったため、その代わりに小売店の店頭で狩猟採集の気分を味わいたくなるのだという分析もある。しかし、もちろん、小売店の店頭で狩猟採集をすることは重大な犯罪に当たる。
今日の激しい販売競争を勝ち抜くためには店はより買いやすい売り場作りをしなければならず、そうした売り場は図らずも客の狩猟採集本能を一層激しく刺激する結果になる。店は万引きを誘発しやすい状態でなければ、売れ行きが伸びない。結果的に、店は万引きを作り出して万引きに悩んでいるのである。これに対して、万引きする気分を起こさせない店舗設計にするというアプローチもある。
セルフサービス方式が万引きを誘引しているとの批判もある。その批判が当たっているかはともかく、上記のようにセルフサービス方式は経費の増加を抑えながら売り上げを増進できる方式である。仮にセルフサービス方式により万引きが増えるとしても、その被害額を補って余りある売り上げ増が見込めれば、万引きのリスクを甘受するだけの価値がある。
店員の手を通じなければ絶対に商品に触れないような販売方式であれば万引きは起こらないが、セルフサービス方式では客をして自由に商品に触れさせている以上、万引きが絶対に避けられないことは明白である。万引きには「誘惑」と「機会」の二つの原因がある。前者は客の内心の現象で、小売店側からではこれを左右できないが、後者には小売店側で対策を講じることができる。万引きの機会を減らすため次のような対策が採られている。

### 買い物かごや手押し車の使用
これらを利用させることで、客が店外から持ち込んだものと店内で購入しようとしているものとの区別がはっきりする。これらを利用していない客がいたら、利用するように働きかけるべきである。

### 客自身のかばんを使わせない
有効な方法ではあるものの、実際に店の入り口で客のかばんを預かり、出口で返却するとなると、保管・管理の手間が発生してしまう上に、紛失・破損した場合の責任問題も生じるのが難しいところである。万引き対策に有効な方法ではあるが、ロッカーの設置などが必要となり、コストの問題で採用は少ない。ケニアなどでは、客のかばんを預かるのは一般的に見られる。

### 売り場の工夫
客が買い物しやすいレイアウトにすることはもちろんだが、同時に店員から客の行動を監視しやすいようにも配慮すべきである。陳列棚が高すぎたり通路が狭すぎたりすると監視の目が届きにくくなり、好ましくない。死角があれば、それを補う鏡を設置すべきである。レジは、店内を見渡せるように配置される必要がある。
明るい照明は店内を華やかにするばかりでなく、万引きを抑止する心理的効果もある。
万引きの被害に遭いやすいのは、小さくて高価な商品である。そのような商品は店員の目の届きやすい場所に陳列すべきである。あるいは万引きされやすい商品に限ってガラスケースに納めて陳列したり、カウンター越しの対面販売を採用する手法もあり、多くの小売店にセルフサービス方式が採用される今日でも宝飾品店などには対面販売が残っている。

### 従業員の教育
防犯の重要性を認識し、客の不審な行動に気づくことができるよう従業員を教育すべきである。不審な行動として、ラルフ・G・トウジイ『セルフサービス経営入門』では以下を挙げている。
- 買い物かごや手押し車を使いたがらない
- 一箇所をぶらつく
- 季節にそぐわない厚着をしている
- 店員とよく喋る
- 特定の場所に何度も戻ってくる
- レジの誤りに、繰り返してブツブツ不平を言っている
- よその店で買ったものを持ち込む
- 大きな買い物袋をぶらさげている
- あたりをチラチラと見回す

その他、次のような行動も不審である。
- 手持ち鞄のファスナーや口が開いており、かつ、手で隠す行動をしている
- 店に入る時の動きが速い
- 防犯カメラよりも人気がないところを探したがる
- 商品を無造作に持つ、または手の中に隠すように持つ
- 「買いたい物」として吟味する様子がない

万引き防止の最上の方法は、不審な客に自分が疑われていることを知らせることである。不審な客がいたら近くへ寄って「お買い物のお手伝い」をすることで、あなたを疑って監視していることを分からせることができる。

### 掲示
万引き対策の実施を知らせる簡単な掲示を行うことで万引きを抑制する。アメリカなどでは強く率直な警告を行う店もあるが、そのような警告は大多数の正直な客に対して無礼すぎると思われる。

### 防止システム

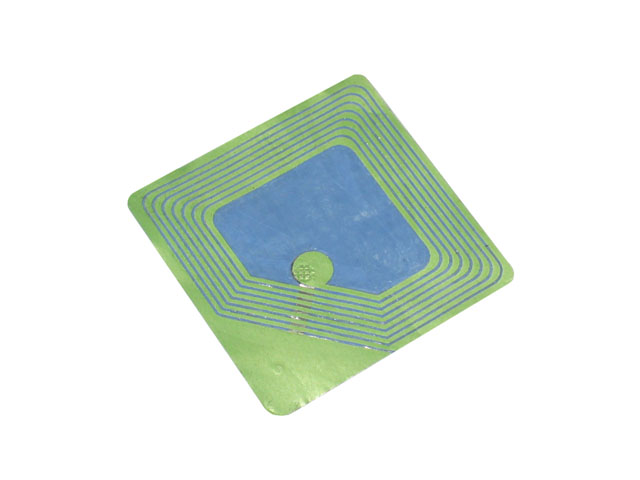
電波式の万引き感知ラベル

電子機器やソフトウェアなど高額商品の場合、磁性体（磁気式、EM）やICチップ（電波式、RFID）を利用した商品タグや小型のブザーを商品に貼付もしくは装着し、店舗出入口に設置された検知器で検出すると言う防止方式が、一般に採用されている。
この方式では、コストはかかるものの、個別に防犯対策を施せることから、各種量販店やレンタルビデオ店などでも普及している。しかし、検知を無効化したり、防犯装置自体を破壊したりして窃盗する者も出現しており、犯行はより巧妙化している。家電量販店では、上の感知ラベルに加え、売り場に本体・ソフトウェア・インクカートリッジなど、商品を置かず、商品のカードや見本の空箱、若しくは本体やソフトを抜いた空箱を、レジに持って行くことで、製品と交換して購入を出来るようにしている。
プリペイドカードについては、POSレジでアクティベーションを有効にしないと、各種サービスが全く受けられない仕組みになっており、たとえそのまま盗んでも全く意味が無い様になっている。このシステムの場合は検知ゲートは必要ない。
また、衣類に関しては、洗浄の出来無い顔料系インクを加圧封入した特殊なタグを商品に装着し、所定の治具以外で取り外すと「商品にマーキングされる」という方法で、商品窃盗を抑止している。
一部の監視カメラには、顔認識システムなどにより不審者を自動で検知する動作検知機能を伴ったものがあり、不審者を検知した後、アラームや携帯電話に電子メールを送るなどの方法で、店員に警告するシステムがある。
ディスカウントスーパーのPLANTでは、2008年7月から、万引の商品金額に関係なく損害賠償請求を導入し、抑止効果を上げた。このため、東京都内の一部書店や中部地区の三洋堂書店が損害賠償を導入しており、成果が上がりつつある。

### 客層と対策への意見
書店、文具店、レコード店の店主には、万引き対策に非常に力を入れる者がいる。これらの店で万引き被害が多い理由を、馬渕哲と南條恵は、これらの店で古くからセルフサービス方式が採られている上に扱う品物が子供たちの興味を引きやすいためだと分析した。そのため、これらの店の中には「万引きお断り」「防犯カメラ設置」といった掲示を貼ったり、客が入ってくると威嚇の気持ちを込めて「いらっしゃいませ」と言ったり、さりげなく客の後をつけたりするものもある。このように露骨な万引き対策をすればさすがに万引きは減るが、万引きをするつもりのない正直な買い物客にとっても感じの悪い店になってしまい、客足が遠のいてしまう。近隣に競合店がなければこのような店でも客は仕方なく買い物をするが、買い物をしやすい競合店が進出すると万引き犯のみならず正直な買い物客までそちらへ流れてしまう。このように万引き対策には大きなジレンマがある。万引き対策をすれば確かに万引きは減るが、同時に客足まで遠のいてしまうのである。
古着の無人店舗チェーンである「秘密のさくらちゃん」でも、無人店舗ながら遠隔からカメラで監視している。一方で顔認識システムを含む監視システムを「AIブッダ」と命名することで客の善意に訴えかけるなど、店舗を「ゆるい」雰囲気とすることで反発を和らげながら万引きを防止している。
また、店主や店長はともかく、一般の店員は、万引きに気づいたときの対処法についてマニュアルなどで教育を受けていたとしても、いざ万引きの現場を発見したときは見て見ぬふりをしてしまいがちである。万引きをされても、雇われた店員は直接に自分が損するわけでもなく、せいぜい店主や店長に小言を言われるだけである。万引き犯を警察に引き渡したりするのは小言を言われるより煩わしいし、万引き犯に逆上でもされれば身に危険さえ及び兼ねないので、悪事を見逃す後ろめたさはあっても、万引きに気づきたくない心理が働くのである。万引き犯の柄が悪かったり身体が大きかったりすればなおさらである。
1936年の松坂屋従業員向け『松坂屋読本』接客の巻では、万引きを疑わせる不審な行動への対処は十分自重して上長の指示を仰ぎ、店員自ら早まった行動に出ぬこと、また万引き犯本人や縁者の名誉のため万引き犯の身元を店外ではもちろん店内でも話題にせぬことを指示している。これらの方針について、大阪商業大学の谷内正往教授は、1929年に松坂屋銀座店において一般客を万引き犯と誤認する事件が起き、謝罪広告の掲載に至ったことの影響があるものと分析している。

### 各国民の意識調査
東京万引き防止官民合同会議がアメリカ、イギリス、フィリピン、ベトナム、韓国、中国、日本を対象にインターネットで行ったアンケートによると、
- 調査対象のどこの国でも「万引きはいかなる理由があっても許されない」と回答した人がもっとも多かった。中でもそう回答する人の割合がもっとも高かったのは日本であった。
- 許されないと答えた人より少ないものの、「特に問題はない」「どちらかといえば問題ないに近い」「どちらともいえない」と答えた人も、アメリカ、ベトナム、イギリスでは1割程度ずついた。
- フィリピン、アメリカ、イギリスでは、商品を店の外に陳列している店などのいわば無防備な店では「万引きされても仕方がない。店側にも問題がある」と考える傾向があった。

なお、報告書の巻頭言によれば、この種の調査に応じる時点で遵法意識の比較的高い層であると考えられるため、各国の一般層とは意識が異なる疑いがある。